# Sporomusa acidovorans
Sporomusa acidovorans è una specie di batterio appartenente alla famiglia delle Acidaminococcaceae.